# Utkiwka
Utkiwka (ukrainisch Утківка; russisch Утковка Utkowka) ist eine Siedlung städtischen Typs in der ukrainischen Oblast Charkiw mit etwa 1200 Einwohnern (2019).
Utkiwka besitzt seit 1957 den Status einer Siedlung städtischen Typs, sie liegt am linken Ufer der Mscha (Мжа), einem 77 km langen Nebenfluss des Siwerskyj Donez an der Stadtgrenze zu Merefa, 34 km südwestlich des Stadtzentrums von Charkiw. An Utkiwka vorbei verläuft die Fernstraße M 18/E 105 und die Territorialstraße T–21–07.
Am 29. März 2016 wurde die Siedlung ein Teil der neu gegründeten Stadtgemeinde Merefa; bis dahin bildete sie zusammen mit den Dörfern Krynytschky (Кринички), Leljuky (Лелюки), Nyschnja Oserjana (Нижня Озеряна) und Werchnja Oserjana (Верхня Озеряна) die Siedlungsratsgemeinde Utkiwka (Утківська селищна рада/Utkiwska selyschtschna rada) im Süden des Rajons Charkiw.